# 布拉提斯拉瓦經濟

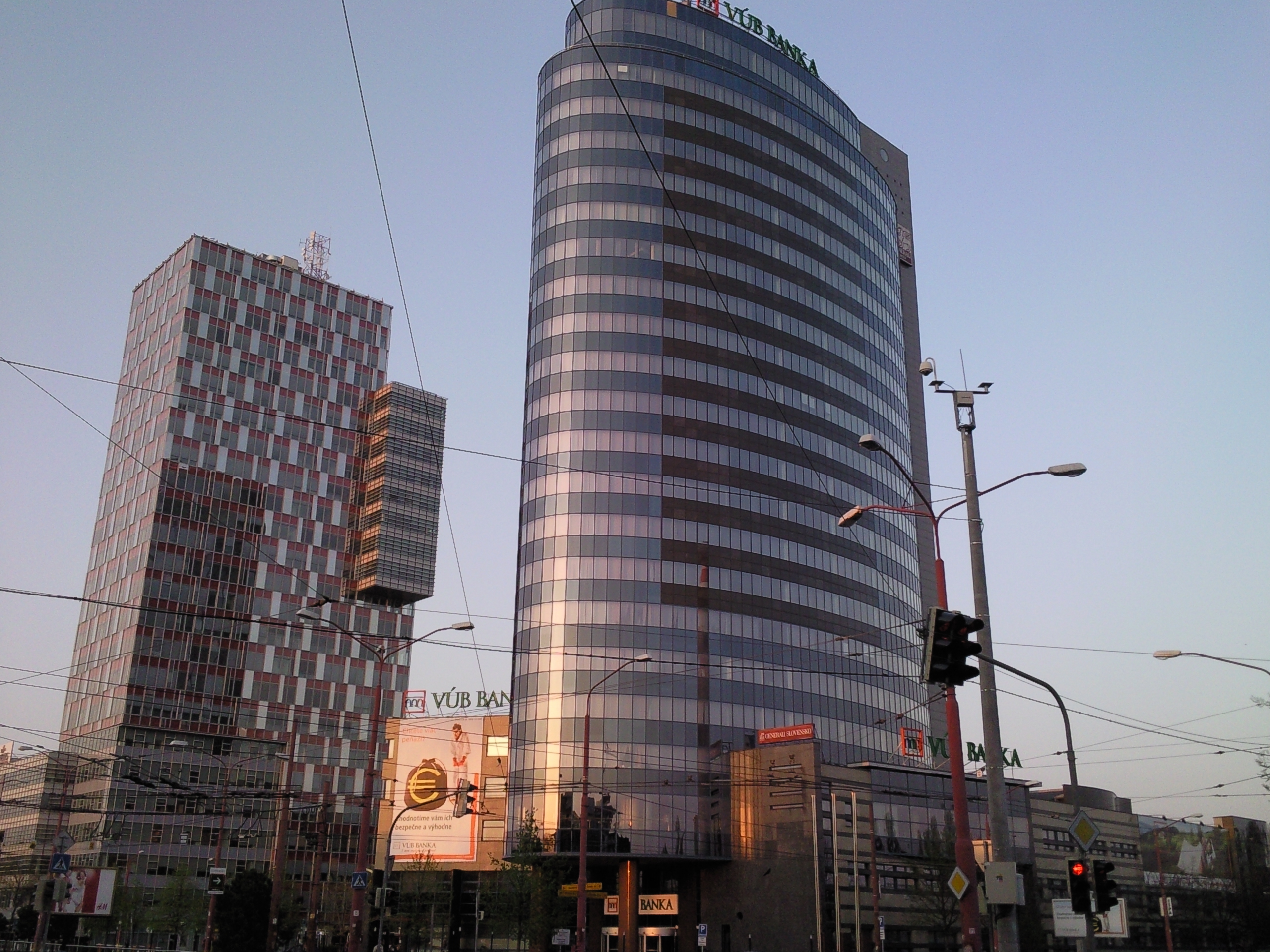
Mlynské nivy，布拉提斯拉瓦的一個商業區

布拉提斯拉瓦省是斯洛伐克最富裕和經濟上最重要的地區，儘管它在斯洛伐克的八個省當中面積最小且人口倒數第二。包括財政部和中央銀行在內的多數政府機構以及斯洛伐克的許多私人公司和跨國公司的子公司都位於布拉提斯拉瓦。超過75%的布拉提斯拉瓦居民從事服務業，包含貿易、銀行業、業、電信業、旅遊業以及其他行業等。布拉提斯拉瓦的主要工廠包括Slovnaft煉油廠和大众汽车布拉提斯拉瓦廠。成立於1991年3月15日的布拉提斯拉瓦證券交易所（BSSE）則負責進行公開市場的證券交易。

## 財政預算
2007年，布拉提斯拉瓦的平衡預算為近60億斯洛伐克克朗（1.82億歐元）。其中的五分之一用於投資。布拉提斯拉瓦直接持有17家公司的股份，例如客運公司（布拉提斯拉瓦客運公司）、垃圾收集和處理公司、自來水公司……等等。 該市還管理該市市立警察局、布拉提斯拉瓦市博物館、布拉提斯拉瓦動物園等市立機構。

## 生產總值

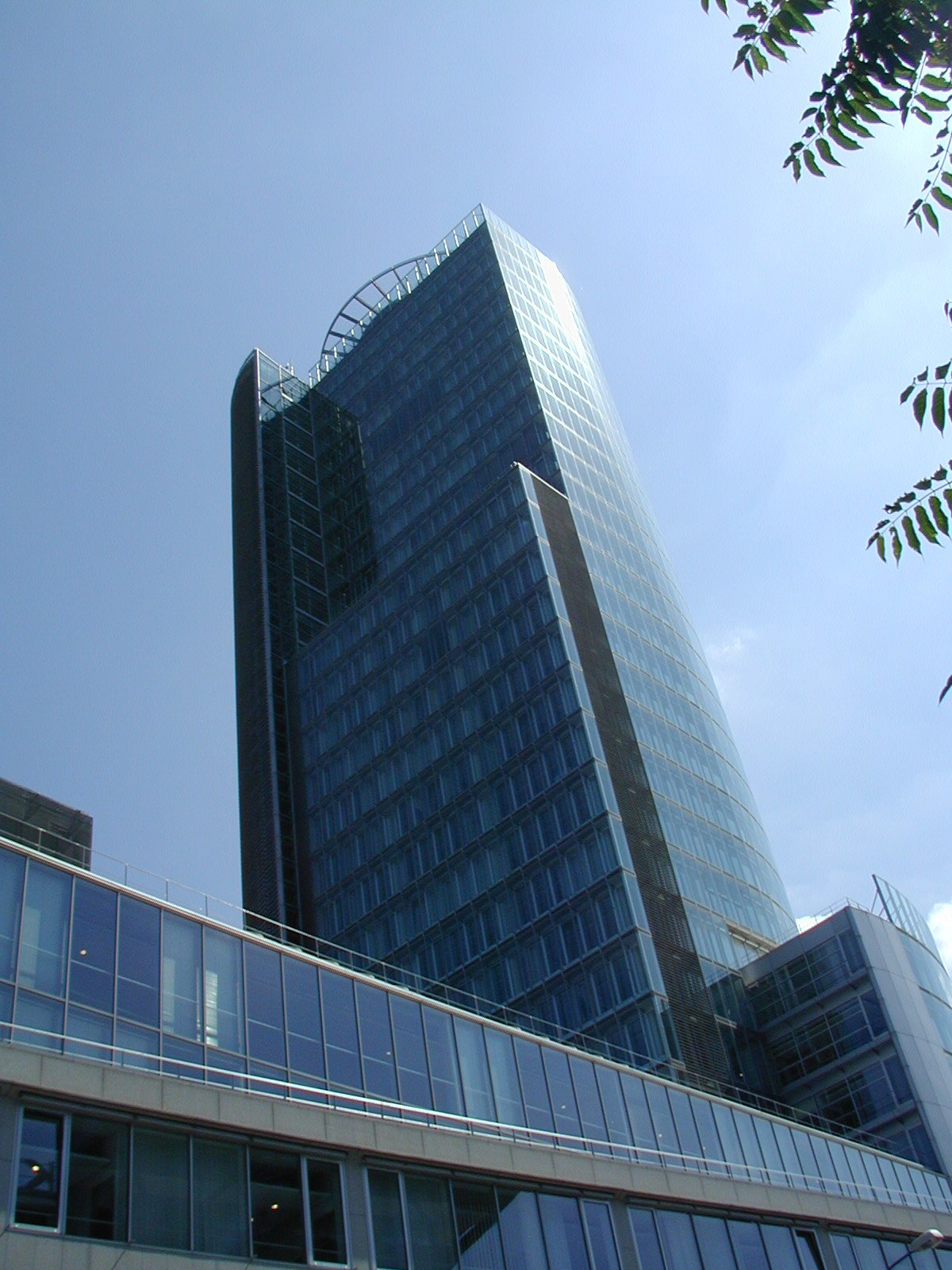
位於布拉提斯拉瓦的NBS辦公大樓

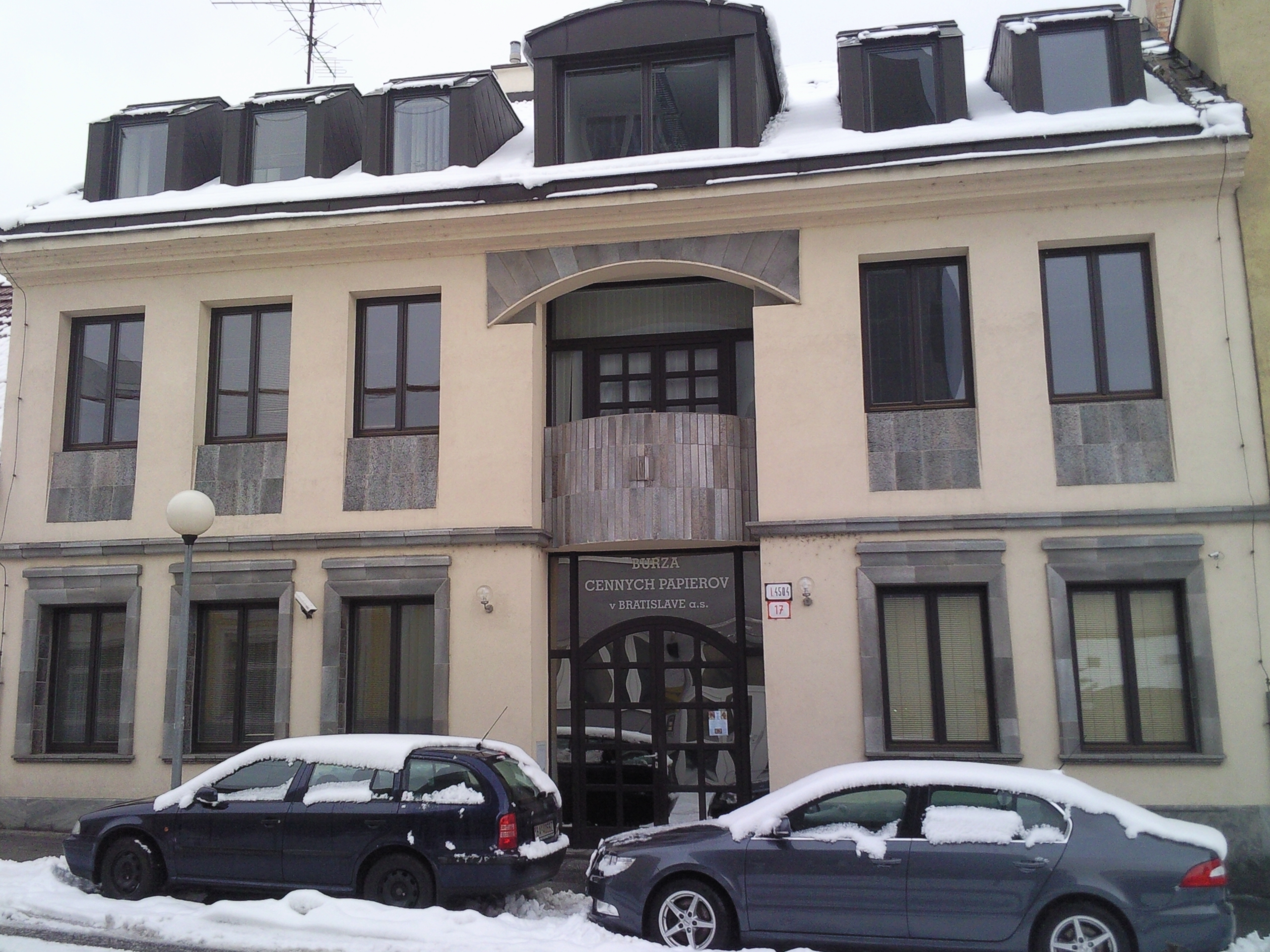
布拉提斯拉瓦證券交易所

布拉提斯拉瓦省是斯洛伐克最富裕和經濟上最重要的地區，儘管它在斯洛伐克的八個省當中是面積最小且人口第二少的。該省貢獻了斯洛伐克國內生產總值（GDP）的26%。其人均GDP（PPP）是歐盟平均水準的188%（2016年數據），是歐盟成員國的所有地區當中第五高的。

## 外國投資
在斯洛伐克，超過六成的外國直接投資都位於布拉提斯拉瓦省。1991年，斯洛伐克大众汽车在布拉提斯拉瓦設立，並於此後取得了汽车的所有權並不斷壯大。目前他們主要專注於的生產，佔所有產量的68%。在該處完成製造，同時保时捷和奥迪Q7也在該處進行部分的生產。
近年來，該地的服務業和高科技產業蓬勃發展。包含IBM、戴爾、联想、AT&T、SAP和埃森哲等跨國公司均已經或者即將在該處建立他們的外包和服務中心。

## 產業
布拉提斯拉瓦曾經是歷史上的匈牙利王國境內工業化程度和開發程度最高的城市之一，但這些遺產大部分卻在20世紀和21世紀被摧毀。儘管布拉提斯拉瓦省是斯洛伐克第一個以貿易和服務業取代工業生產的省份，但該地仍然有多家主要的工業設施。主要產業包括化學、汽車、工程、電機和食品加工業等，主要的產業設施則包含Slovnaft煉油廠、大众汽车布拉提斯拉瓦廠，以及布拉提斯拉瓦港。

## 建築熱潮

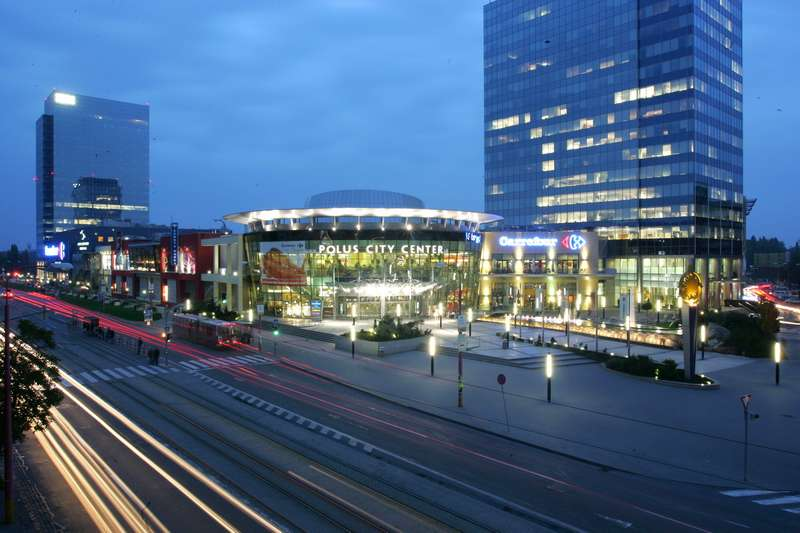
位於新梅斯托（Nové Mesto）的VIVO！布拉提斯拉瓦購物中心

斯洛伐克經濟在2000年代的強勁增長帶動了建築業的繁榮，而布拉提斯拉瓦也有幾項大型的建案落成。受到開發商青睞的地區包括多瑙河畔（比如坐落於老城區的河濱公園大酒店和坐落於阿波羅橋附近的Eurovea）、主要的火車站和公車站附近、位於老城區附近的舊工業區周圍地區，以及佩特扎爾卡和魯日諾夫等地區。

## 外部連結
- Facts and figures, 2005